# Jérémie (stad)
Jérémie (Kreyòl: Jeremi) is een stad en gemeente met 238.000 inwoners. Het is de hoofdstad van het gelijknamige arrondissement en van het departement Grand'Anse.

## Geschiedenis

### Stichting
Jérémie is in 1756 gesticht door de Fransen, op de plaats waar zich eerst een vissersdorp bevond. De stad is genoemd naar een visser met de naam Trou Jérémie. Deze stamde af van twee mawon-hoofdmannen, Plymouth en Macaya, die gestreden hadden tegen de Fransen.

### Engelse bezetting
In september 1793 kwamen er Engelse troepen aan in Jérémie. Deze hebben de stad in bezit gehouden tot deze tijdens de Haïtiaanse Revolutie bevrijd werd door Toussaint Louverture.

### Vespers van Jérémie
Op 6 augustus 1964 kwam een groep jongeren aan land in Petite-Rivière-de-Dame-Marie in de buurt van Jérémie, met de bedoeling om de regering van François Duvalier omver te werpen. Het leger vermoordde toen 27 van hun familieleden, die in Jérémie woonden. De jongeren zijn op twee na in de strijd doodgeschoten. De laatste twee zijn gevangengenomen en op 12 november in Port-au-Prince geëxecuteerd.
Dit incident is bekend geraakt als de Vespers van Jérémie (Vêpres de Jérémie). In de repressie die hierop volgde, hebben de Tonton Macoute nog eens 700 mensen vermoord.

### Rampen
- 28 september 1873: orkaan
- 12 september 1875: orkaan
- 11 oktober 1954: orkaan Hazel
- 24 oktober 1964: orkaan Cleo
- 5 augustus 1980: orkaan Allen
- 1994: orkaan Gordon

## Ligging
Jérémie ligt ver van de overige steden van Haïti, en is maar moeilijk over de weg te bereiken. De stad ligt aan een rivier die ook Grand'Anse heet. Rondom de stad liggen de heuvels Bordes, Rochasse en Caracol. In de buurt van de stad liggen een aantal stranden.

## Indeling
De gemeente bestaat uit de volgende sections communales:
| Nr. | Naam                          | Km²    | Inw.2015 |
| --- | ----------------------------- | ------ | -------- |
| 1   | Basse Voldrogue               | 32,48  | 6.512    |
| 2   | Haute Voldrogue               | 58,91  | 12.109   |
| 3   | Haute Guinaudée               | 126,42 | 20.580   |
| 4   | Basse Guinaudée               | 33,68  | 9.524    |
| 5   | Ravine à Charles              | 38,80  | 10.995   |
| 6   | Îles Blanches                 | 45,89  | 12.631   |
| 7   | Marfranc (of: Grande Rivière) | 32,06  | 8.124    |
| 8   | Fond Rouge Dahere             | 24,01  | 27.057   |
| 9   | Fond Rouge Torbeck            | 34,97  | 26.785   |

## Patroonheilige
De patroonheilige van Jérémie is Sint-Lodewijk. Zijn feestdag wordt gevierd op 25 augustus.

## Bezienswaardigheden
- Ruïnes van het fort Télémaque
- De kerk van Sint-Lodewijk (Église Saint Louis)
- Het plein Alexandre Dumas met de fontein Ti-Amélie
- De houten huizen aan de Rue Saint-Léger-Pierre-Jean-Louis
- Het strand Anse-d'Azur

## Vervoer
Bij de stad ligt de Luchthaven Jérémie, van waaruit binnenlandse vluchten plaatsvinden naar Port-au-Prince.

## Geboren in Jérémie
- Thomas Alexandre Dumas (1762-1806), generaal en vader van de schrijver Alexandre Dumas père
- Etzer Vilaire (1872-1951), dichter
- Émile Roumer (1903-1988), dichter
- Joseph Miot (1946-2010), aartsbisschop
- Raoul Cédras (1949), leider van de militaire junta na het afzetten van president Aristide in 1991

Vanwege het grote aantal dichters dat er geboren is, wordt Jérémie wel de "Stad der dichters" genoemd.

## Galerij

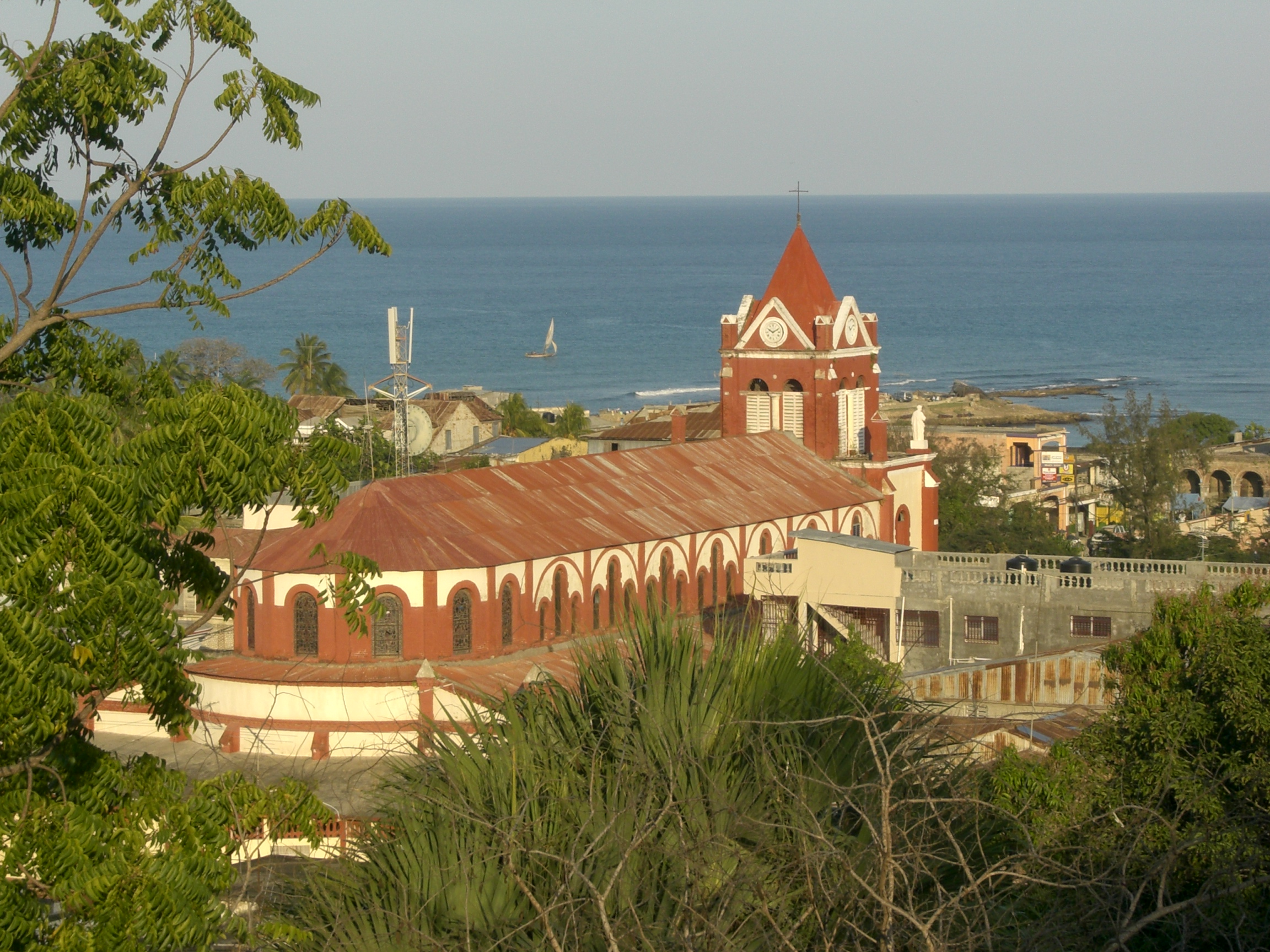
Kathedraal Saint Louis Roi of France in Jérémie
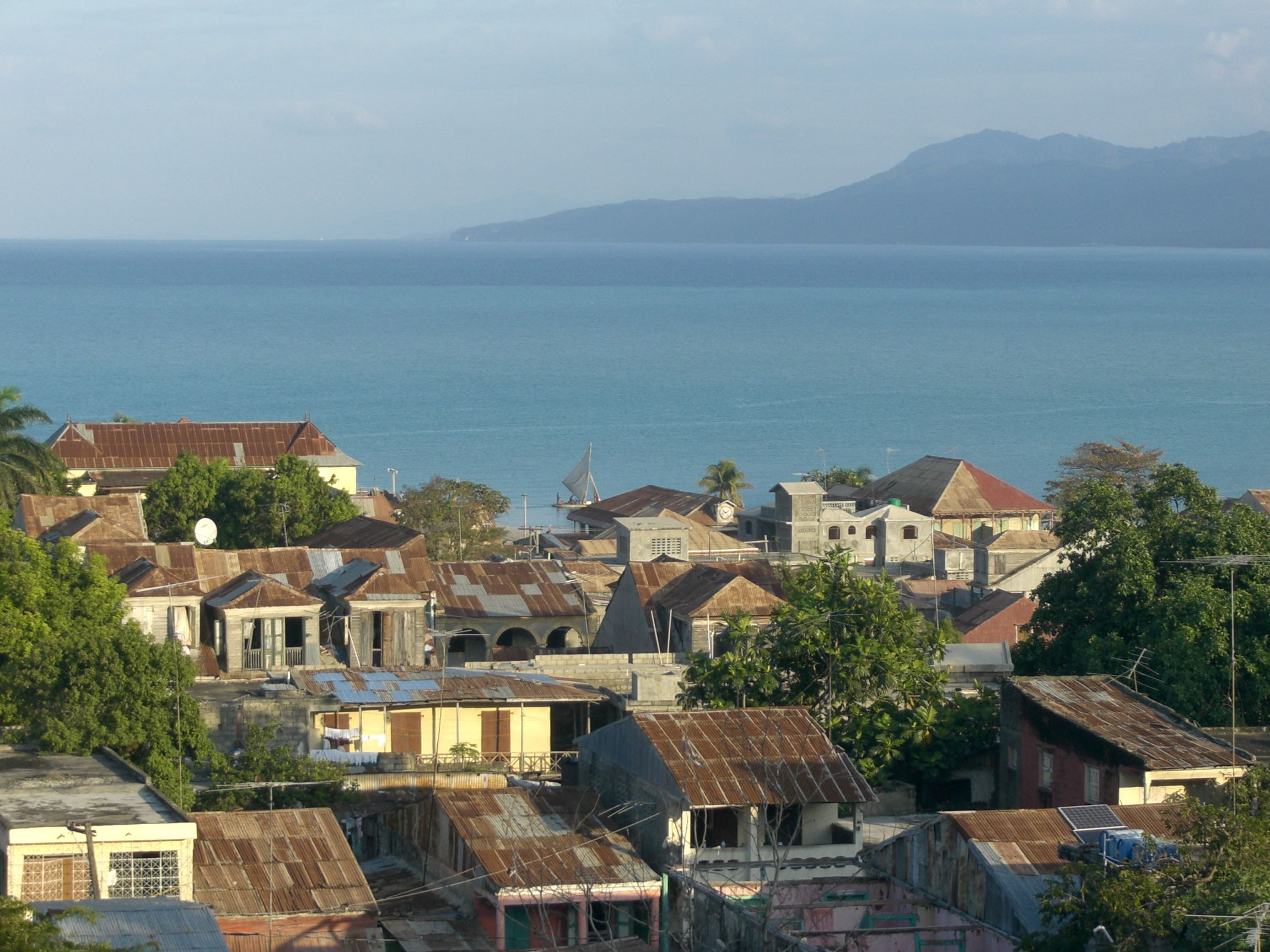
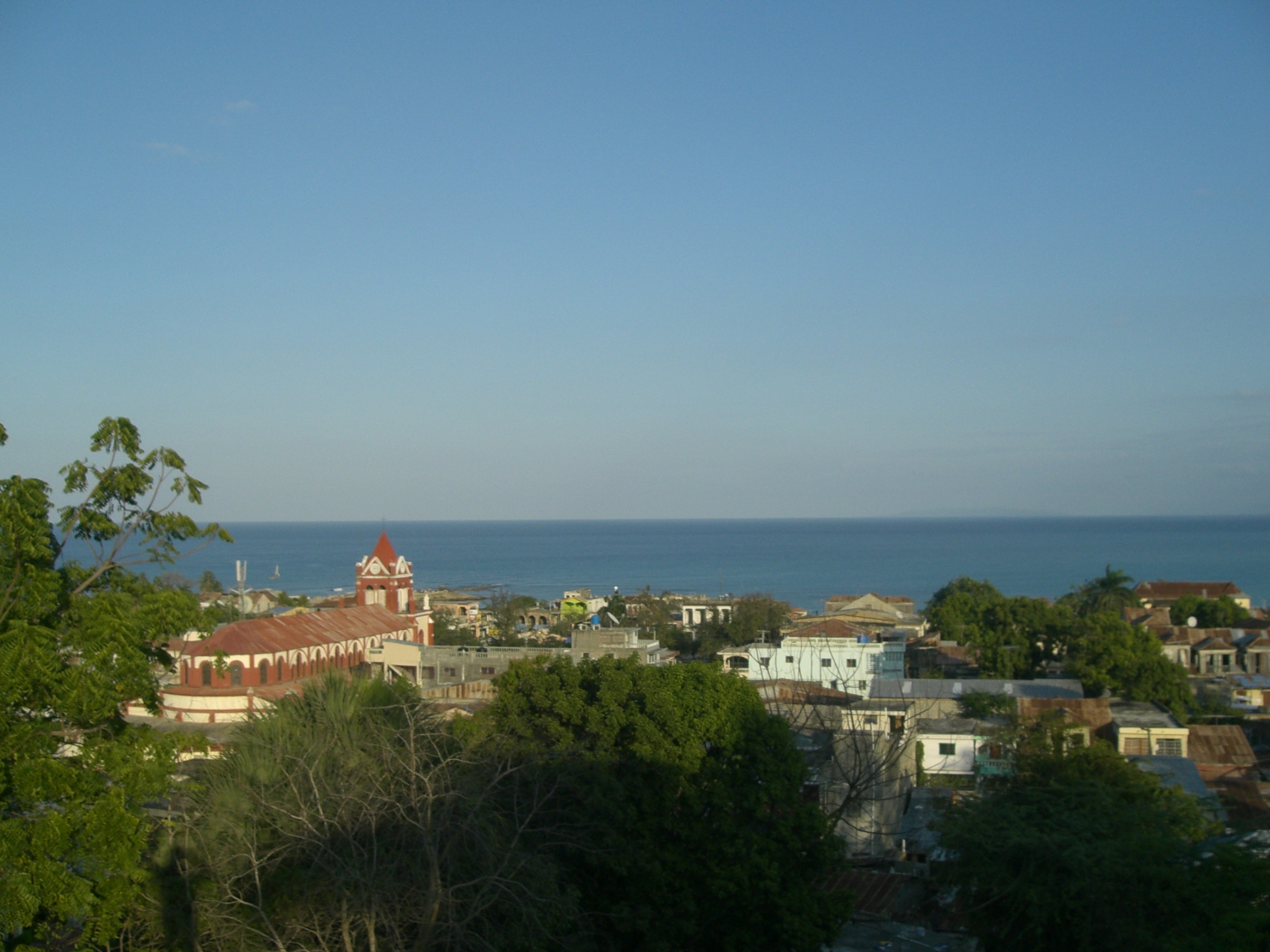
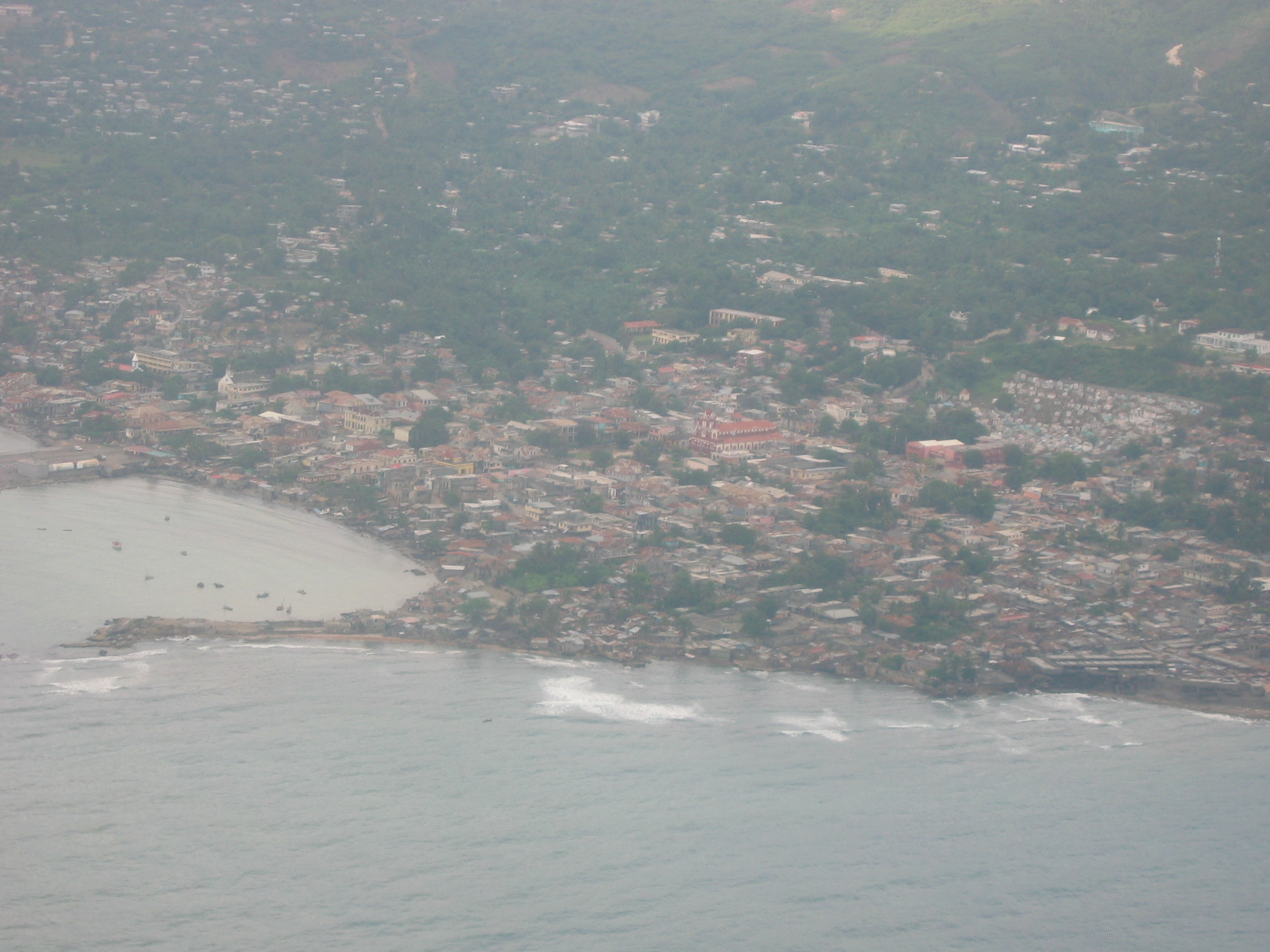